# Мелгун Гвінед
Маелгун Гвінед (Малгун, Маилгун, Маелгун) (лат. Maglocunus; помер бл. 547 року) — король Гвінеда на початку VI століття. Збережені записи свідчать про те, що він займав значне місце серед королів-бритів в Уельсі та їхніх союзників на «Старій Півночі», вздовж узбережжя Шотландії. Маелгун Гвінед був щедрим прихильником християнства, підтримуючи матеріально заснування церков по всьому Уельсу і навіть далеко за межами свого власного королівства. Проте, його головна спадщина на сьогодні - нищівний звіт про його поведінку, записаному у падінні та завоюванні Британії Гілдаса Мудрого, який вважав Маелгуна узурпатором і негідником. Син Кадваллона Лоугіра та правнук Кунеди, Маелгун Гвінед був похований на Ініс Сейріол (нині англійською мовою відомий як Острів Пуффін), біля східної околиці Англсі, після смерті від «жовтої чуми», цілком ймовірно, що після того, як Чума Юстиніана перекинулась у Британію.

## Ім'я
Маелгун ([mɑːɨlgʊn]) у середньо-валлійській означає «Княжий пес». Засвідчене латинською як Maglocunus у Анналах Камбрії, походить від загальнобрітонської форми, реконструйованої як *Maglo-kunos, сполуки, що складається з кореня *maglo- (MW.Mael), що означає «принц», приєднаний до *cun-(cwn), старий непрямий кореневий відмінок *cū (ci), що означає «гонча, собака». Оскільки слово «гончак» іноді використовувалося як запал для воїнів у ранній валлійській поезії, ім'я також можна перекласти як «княжий воїн».

## Правління
Після падіння римської влади у Великій Британії, північний Уельс був захоплений і колонізований гельськими племенами з Ірландії. Королівство Гвінед почалося з повторного захоплення узбережжя північними бритами під командуванням прадіда Маелгуна Кундеди Вледіг. Наступне покоління під проводом, батька Маелгуна Кадваллона Довгорукого, завершило процес, знищивши останні ірландські поселення на Англсі. Маелгун Гвінед був першим королем,  що пожинав плодами завоювання своєї сім'ї, і його вважають засновником королівської династії середньовічного середньовічного королівства. Тому його найчастіше згадують, додаючи назву королівства: Маелгун Гвінед.
За традицією, його лілі (англ. royal court, Буквально "зала") була розташований в Деганві, на півострові Крийддун у королівстві Рос. Традиція також стверджує, що він помер у сусідньому Лланросі, де був і похований. Інші традиції свідчать, що він був похований в Ініс Сейріол (англ. Island of St. Seiriol, Puffin Island), на краю самого східного Англсі. Історичні записи, які б підтверджували чи спростовували ці традиції відсутні.
Історичні дані цієї ранньої епохи скупі. Маелгун фігурує в королівських родословях Гарлеївських генеалогій Jesus College MS. 20 та Hengwrt MS. 202. Його смерть під час «великої смертності» 547 року відзначаена в Анналах Камбрії. Традиція вважає, що він помер від «Жовтої чуми» Роса, але це базується на одній з Валійських Тріад, написаній набагато пізніше тих подій. Запис говорить лише про те, що це була «велика смертність», яка послідувала за спалахом великої чуми Юстиніана у Константинополі, і тривала протягом кількох років.
Маелгун Гвінед вніс великий внесок у справу християнства по всьому Уельсу. Він зробив пожертву на підтримку Святого Брайнч в Діведі, Saint діжок в Gwynllwg, Saint CyBi в Англсі, Saint Падарн в Кередігіон і Saint Tydecho в Повісу. Він також пов'язаний із заснуванням Бангора, але вагомих доказів цього бракує. У своїй Mona Antiqua Restaurata 1723 р. Генрі Роулендс стверджує, що Бенгор був піднятий на єпископський престол Мельґвоном у 550 р., Але він не дає джерел для цього твердження.
Єдину сучасну інформацію про цю особу надає Гілдас, який включає Мельґвана до п'яти британських королів, яких він засуджує алегорично у своєму «De Excidio et Conquestu Britanniae». Він каже, що Маелгун Гвінед мав регіональну перевагу серед інших чотирьох королів, далі розповідаючи, що він повалив свого дядька по батькові (лат. avunculus) завоювавши трон; що він став монахом, але потім повернувся до світського життя; що він був одружений і розлучений, а потім повторно одружився з вдовою свого племінника після того, як відповів за смерть свого племінника; і що він був високим.

## «Верховний король»
Дані свідчать про те, що Маелгун Гвінед займав найвищу позицію над регіонами, якими керували нащадки Кунедди, можливо, у сенсі регіонального верховного короля. Ніщо не говорить про те, що Маелгун Гвінед панував над будь-якою більшою територією. Гільдас так само говорить у своєму засудженні, говорячи, що він мав перевагу над іншими чотирма королями, засудженими так само, а також описуючи його як «дракона острова» де Острів Англсі є давньім оплотом королів Гвінедда.
Той факт, що пожертви Мейлґуна релігійним фондам не обмежувались Королівством Гвінед, а помічені по всьому Північному та Південному Уельсу в регіонах, де панували нащадки Кунедди, означає, що Мелґун несе відповідальність перед цими регіонами, окрім обов'язків короля.
Хоча контекст не є остаточним, Талесін також має на увазі це у своїй книзі Marwnad Rhun (англ. Elegy of Rhun), що нарікає на смерть сина Маелгун Гвінеда, Рун, де він каже, що смерть Руна — це «падіння суду та поясу Кундеди».
У своїй праці «Про руїну та завоювання Британії» написано прибл. 540, ildільдас алегорично засуджує п'ятьох британських королів, порівнюючи їх зі звірами з Книги Одкровення 13: 2-левом, леопардом, ведмедем та драконом, серед яких найвищий дракон. Він каже, що Мейлґун є «драконом острова», і продовжує лінію моральних звинувачень, описуючи його майже як регіонального вищого царя над іншими королями (влада-дракон Апокаліпсису). Острів Англсі був основою влади королів Гвінеда, тому опис Мельґуна як «дракона острова» доречний.
Gildas обмежує його увагу до царів гвінед (Майлгун), Dyfed (Вортіпоріус), Penllyn (ймовірно, так як з'являється його король Cuneglasus / Cynlas в королівських родоводів, пов'язаних з областю), Damnonia / Alt Clud (Костянтин), і невідомий регіон, пов'язаний з Канінусом. Усі валлійські королівства асоціюються із завоюванням Гаелів Кундедою, тоді як Альт-Клуд мав тривалі та постійні стосунки з Гвінедом та його королями.
Під час засудження Гілдас побіжно згадує інших звірів, згаданих в Апокаліпсисі, таких як орел, змій, теля та вовк. Причина невдоволення Гілдаса цими особами невідома. Він був перебірливий у виборі королів, так як він не мав ніяких зауважень по приводу царів інших британських королівств, які були процвітаючими в той час, такі як Rheged, Gododdin, Elmet, Пенгверн / Поуїс або царства сучасної південної Англії. Те, що він вибрав лише королів, пов'язаних з перевагою одного короля («дракон»), висловлює іншу причину, ніж його твердження про моральне обурення через особисту розбещеність. Ні обурення, ні доктринальні суперечки, здається, не виправдовують початок засудження п'яти королів особистою атакою проти матері одного з королів, називаючи її «нечистою левицею».

## Літературні згадки
У «Історії Бріттонум» Ненній говорить, що «великий король Майкун царював серед британців, тобто в Гвінеді». Він додає, що предок Майлгуна в Кунеди ап Едерн прибув в Гуінешь 146 років до царювання Маелгуна Гвінеда, вступивши з Manaw Gododdin і вигнав шотландець [тобто Gaels] з великим кровопролиттям.
Мейлґун з'являється одного разу у валлійських тріадах: У «Трьох племінних престолах острова Британії», де описуються три місця влади, кожним з яких керує Артур, Мелґвен є начальником старійшин Артура в Миніві (Сент -Девід). Мор, який убив його, також фігурує як одна з «трьох страшних морів острова Британія». Його описують як жовту чуму Роса, що походить від трупів мертвих.
Існує побічна згадка Майлгуна в пісні Для Maenwyn знайденої в Червоній книзі Херджеста і приписуваний Лліварх Кури. Стюард (валл. maer) Маенвіну пропонується чинити опір команді здати свою посаду і показати свою вірність Мелґвону.
У «Книзі Лландафа», складеній c. 1125, Маелгун Гвінед Гвінедд вважається одним із благодійників єпархії Лландафф у її перші роки. Одне з конкретних згаданих місць — Лухай (парка Тінтерна, приблизно в 10 км на північ від Чепстоу), де Маелгун Гвінед вважається світським свідком його пожертвування.
У Чорній книзі Кармартена Дормарх, улюблена собака Гвін ап Нуд, записана як раніше належала Мелґвен wвінедд. Це суттєво стосовно міфологічної ролі його нового господаря у «Дикому полюванні».

## Родина
Його батько був Кадваллон Лоугір, а мати Меддіф, дочка Мельдафа. У нього були брат і племінник згадані в «De Excidio» Гілдаса, але вони не названі. Йому дають різних дружин, включаючи Несту, Санана (дружина його племінника) та Гваллін (можливо, його двоюрідну сестру). Можливо також, що він запліднив принцесу пікт Ваелгуш.
Його дітей по-різному називають:
- Альзер
- Дог
- Еініон
- Еургайн (дочка)
- Рун Хір

Можливо, але дискутується, чи Брідій I та його сестра Домельч були дітьми Мельґвена. Їх батько дається як Máelchú що є ірландською формою Maelgwn.